# Notaresco
Notaresco är en ort och kommun i provinsen Teramo i regionen Abruzzo i Italien. Kommunen hade 6 642 invånare (2018).